# Kaki Hunter
Kaki Hunter (Topanga Canyon, 6 novembre 1955) è un'attrice statunitense.

## Filmografia

### Cinema
- Der Mädchenkrieg, regia di Alf Brustellin e Bernhard Sinkel (1997)
- Roadie - Le strade del rock (Roadie), regia di Alan Rudolph (1980)
- Io, Willy e Phil (Willie & Phil), regia di Paul Mazursky (1980)
- Di chi è la mia vita? (Whose Life Is It Anyway?), regia di John Badham (1981)
- Porky's - Questi pazzi pazzi porcelloni! (Porky's), regia di Bob Clark (1982)
- Porky's II - Il giorno dopo (Porky's II: The Next Day), regia di Bob Clark (1983)
- Così come eravamo (Just the Way You Are), regia di Édouard Molinaro (1984)
- Porky's III - La rivincita! (Porky's Revenge), regia di James Komack (1985)

### Televisione
- Mary White, regia di Jud Taylor – film TV (1977)
- Hawaii squadra cinque zero (Hawaii Five-O) – serie TV, un episodio (1979)
- Haywire - La spiaggia dei giorni felici, regia di Michael Tuchner – film TV (1980)
- American Playhouse – serie TV, un episodio (1982)
- Sweating Bullets – serie TV, un episodio (1991)